# Fagushan
Fagushan (Chinois: 法鼓山 ; pinyin: Fǎgǔ Shān; Pe̍h-ōe-jī: Hoat-kó͘-soaⁿ, litt. «Montagne du Tambour du Dharma»)  est une organisation spirituelle, culturelle et éducative bouddhiste et internationale fondée par le maître Chan Sheng-yen (1930 - 2009). Le siège international de cette organisation est situé dans le district de Jinshan, à Nouveau Taipei, à Taïwan. 
La Montagne du Tambour du Dharma est l'une des organisations bouddhistes les plus influentes du bouddhisme chinois . À Taïwan, Sheng-yen fut considéré comme l'un des "quatre rois célestes" et l'organisation comme une des "quatre grandes montagnes" ou quatre grandes organisations bouddhistes du bouddhisme taïwanais, avec Tzu Chi, Fo Guang Shan et Chung Tai Shan,. 

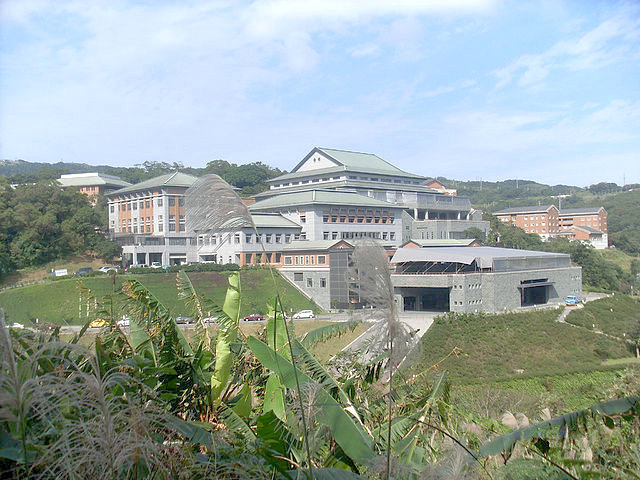
Siège de la Montagne du Tambour du Dharma à Taïwan

## Histoire
Bien avant la construction du siège de Jinshan, l'organisation a pour origine l’Institut d’études bouddhiques Chung-Hwa (CHIBC) et le monastère Nung Chan. Ces deux entités furent fondées par Dongchu, un moine Chan de premier plan en Chine continentale et plus tard à Taiwan. Dongchu fut également disciple du Grand Maître Taixu à l'origine du renouveau du bouddhisme en Chine au XXe siècle. 
L'institut de la culture bouddhiste Chung-Hwa a été fondé en 1956 a promu la culture bouddhiste principalement par le biais de publications dans des revues, telles que le périodique Humanity Magazine .  
Le monastère Nung Chan («Farming Chan») a quant à lui été créée en 1975.  
Sheng-Yen devint, à la suite du décès de Dongchu, en 1978,  le nouvel abbé du monastère Nung Chan et du CHIBC. Les deux institutions se sont développées rapidement sous la direction de Sheng-yen. La capacité d'accueil des fidèles fut insuffisante. Dès lors, en 1989, les institutions ont acheté un terrain vallonné à Jinshan, dans la ville de Nouveau Taipei afin de construire un nouveau monastère qui pourrait accueillir les fidèles et les étudiants de plus en plus nombreux. Sheng-yen a donné comme nom au nouveau monastère Montagne du Tambour du Dharma créant ainsi l'organisation éponyme. 
Le processus de conception architecturale du monastère mit sept ans. Sheng-yen, dans le cadre de sa campagne pour l'environnementalisme, insista pour que les bâtiments du monastère suivent et s'adaptent au contour naturel du relief et ne changea pas beaucoup les caractéristiques géomorphologiques naturelles du terrain. Il supervisa personnellement l'ensemble du processus. La première phase de chantier démarra en 1993 et fut achevée en 1996. Elle  comprend la majeure partie du complexe visible aujourd'hui. Elle fut achevée et inaugurée en 2001.  
En 2005, l'organisation comptait environ 400 000 membres et 100 000 membres à l'étranger.  
En 2006, Guo Dong lui a succédé comme abbé.

## Missions
L'objectif spirituel de l'organisation est la réalisation de la Terre pure dans le monde. Pour ce faire, Fagushan se concentre principalement sur l'enseignement. Elle détaille sur son site trois types d'enseignements :
- L'enseignement universitaire, via  l'institut des arts libéraux du tambour du Dharma (DILA) et l'université bouddhique Sangha. Sheng-Yun fut l'un des premiers moines bouddhistes à suivre un cursus universitaire à l'étranger.
- L'enseignement dit de sensibilisation publique.
- L'enseignement via les services de soins[9]. À ce titre, Fagushan entreprend également des projets caritatifs (gestion d'orphelinats, dons à des personnes sinistrées ou à des populations défavorisées), cependant ces actions se réalisent principalement via le financement d'autres œuvres caritatives[7].

La protection de l'environnement est un aspect important de la doctrine inclut dans le concept plus global d'environnement spirituel. Fagushan gère son monastère en encourageant au recyclage et aux dons. leurs bénévoles participent a des nettoyages des rues.

## Siège de Jinshan, Nouveau Taipei
Le nom de Fagushan provient de la colline et du relief du terrain (en forme de tambour) sur lequel le siège a été construit .       
Il est composé de monastères et de centres d'éducation. En plus d'être le siège international de l'organisation, il sert également de campus à l'institut des arts libéraux du tambour du Dharma (DILA).      
Un palais souterrain a également été construit en 1996. Il contient des textes bouddhiques et des œuvres d’art sacrés. Il devrait être ouvert au public en l’an 3000.       
Le complexe abrite une cloche du lotus de 25 tonnes et de 4,5 mètres de haut gravée avec le sutra du lotus. Une cérémonie faisant sonner la cloche 108 fois est organisée chaque année à l’occasion du nouvel an chinois.       

## Centres affiliés
La Montagne du Tambour du Dharma possède des centres et des temples affiliés dans quatorze pays, en Amérique du Nord, en Europe, en Asie et en Australie.  

## Voir également
- Guo Yuan